# Burgsponheim
Burgsponheim ist eine Ortsgemeinde im Landkreis Bad Kreuznach in Rheinland-Pfalz. Sie gehört der Verbandsgemeinde Rüdesheim an.

## Geographie
Burgsponheim liegt auf einer Anhöhe über dem Ellerbach zwischen dem Soonwald und der Nahe.
Zu Burgsponheim gehört auch der Wohnplatz Akvas Mühle.

## Geschichte
Die Burg Sponheim wurde im Jahr 1127 erstmals urkundlich erwähnt. Anfang des 13. Jahrhunderts verlegten die Grafen von Sponheim ihren Regierungssitz nach Kreuznach.
Bevölkerungsentwicklung
Die Entwicklung der Einwohnerzahl von Burgsponheim, die Werte von 1871 bis 1987 beruhen auf Volkszählungen:
| Jahr | Einwohner |
| ---- | --------- |
| 1815 | 202       |
| 1835 | 225       |
| 1871 | 244       |
| 1905 | 221       |
| 1939 | 197       |
| 1950 | 220       |
| 1961 | 215       |

| Jahr | Einwohner |
| ---- | --------- |
| 1970 | 222       |
| 1987 | 203       |
| 1997 | 199       |
| 2005 | 233       |
| 2011 | 253       |
| 2017 | 242       |
| 2023 | 216       |

## Politik

### Bürgermeister
Ortsbürgermeisterin ist Simone Bopp-Schmid. Bei der Kommunalwahl am 26. Mai 2019 wurde sie mit einem Stimmenanteil von 80,39 % in ihrem Amt bestätigt. Bei der Kommunalwahl am 9. Juni 2024 wurde sie ohne Gegenkandidaten mit 86,7 % der Stimmen erneut wiedergewählt.

## Kultur und Sehenswürdigkeiten

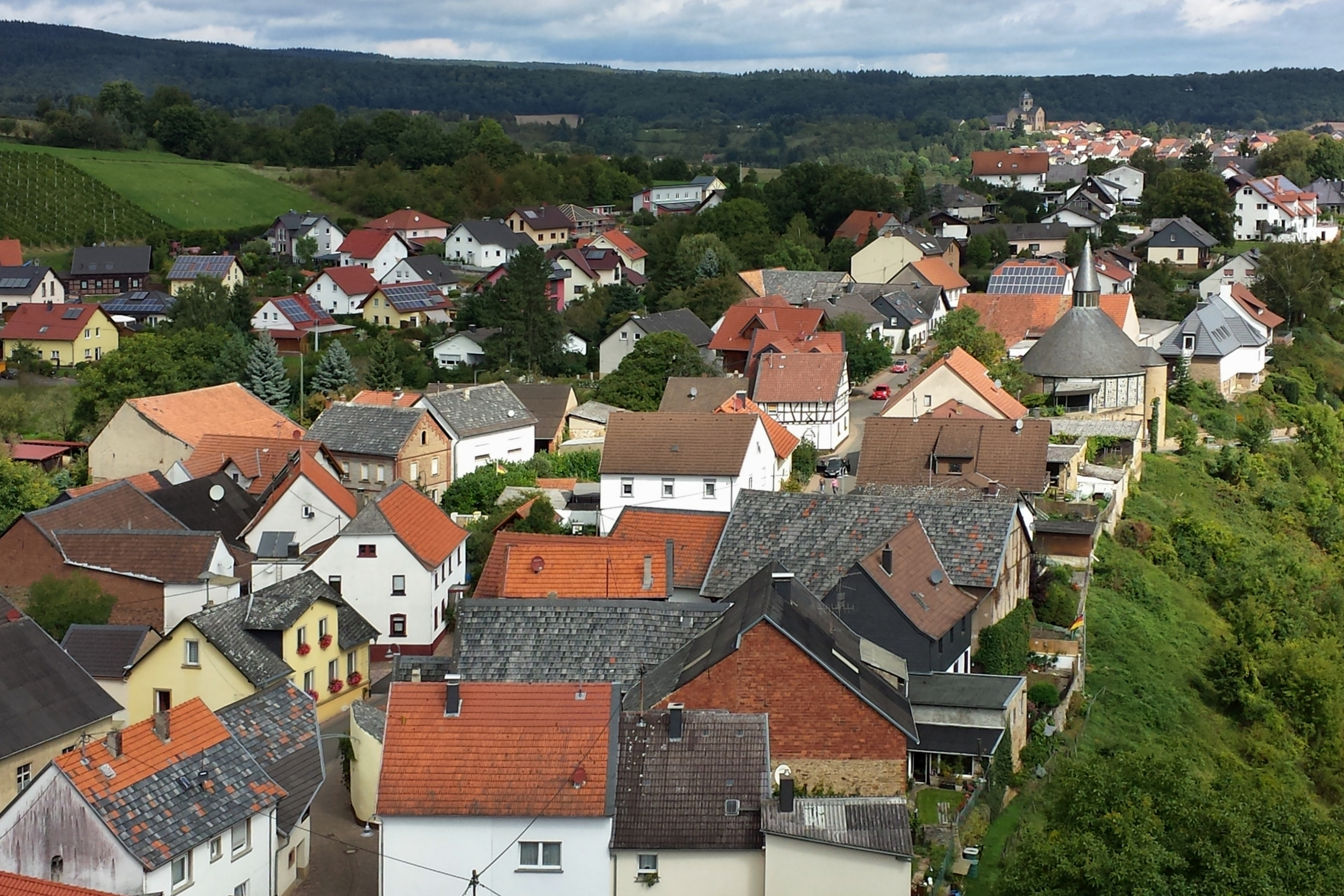
Blick vom Wohnturm-Bergfried auf Burgsponheim

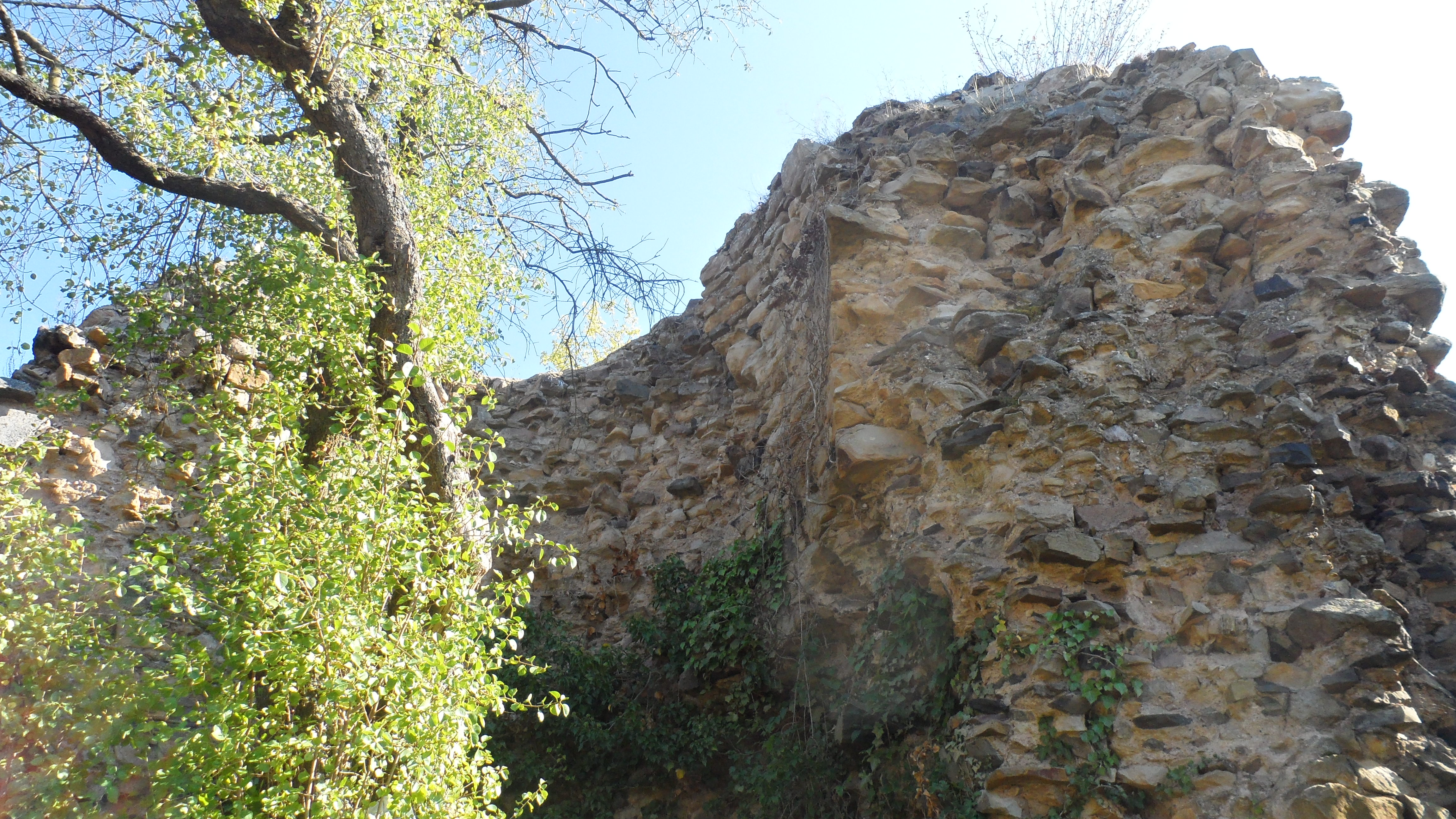
Überreste der zerstörten Burg Sponheim - Rundturm

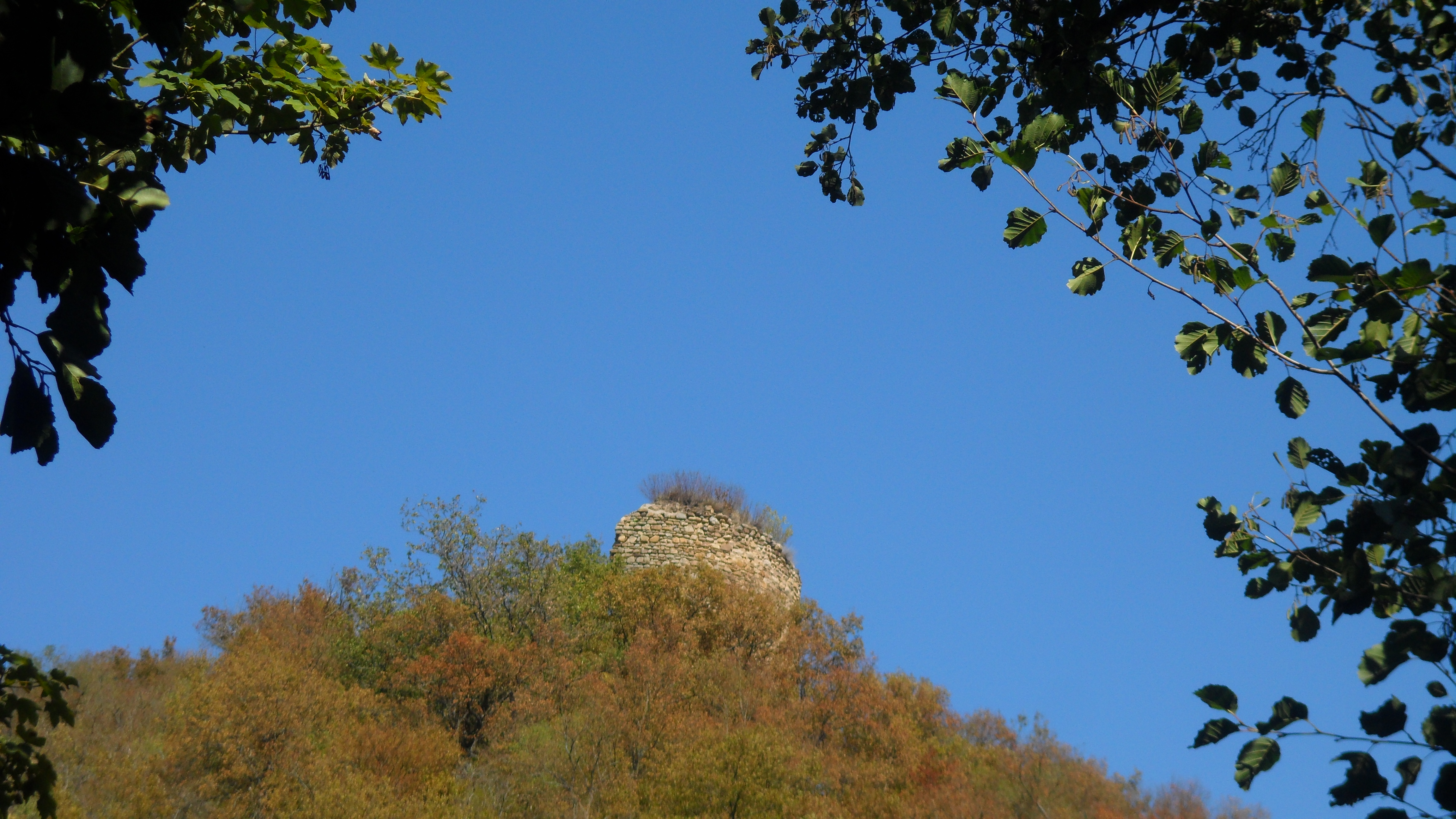
Überreste der zerstörten Burg Sponheim (Blick vom Tal)

Im Jahr 2002 wurde der Ort als Sieger des Landeswettbewerbes „Unser Dorf soll schöner werden“ auf Kreisebene mit dem 1. Platz ausgezeichnet.
Sehenswert ist die Ruine der Stammburg der Grafen von Sponheim.

## Wirtschaft und Infrastruktur
Der Ort war jahrhundertelang von Landwirtschaft und Weinbau geprägt. In den letzten dreißig Jahren hat er eine Wandlung zu einer fast reinen Wohngemeinde vollzogen.
Burgsponheim besaß von 1895 bis 1936 einen Bahnhof an der schmalspurigen Bahnstrecke Bad Kreuznach–Winterburg. Omnibusse und ein Lastkraftwagen lösten deren Verkehr ab.